# 拿撒勒
32°42′N 35°17′E / 32.700°N 35.283°E

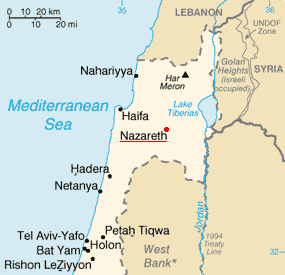

拿撒勒（羅馬化：Nāṣəraṯ，羅馬化：an-Nāṣira），又作拿薩勒、納匝肋，是以色列北部區城市，位于历史上的加利利（加里肋亞）地区。
与它的兄弟城上拿撒勒共计有大约12万人口（2018年）；其中上拿撒勒居民55,000人，主要為犹太人；拿撒勒居民約65,000人，主要是阿拉伯人，信仰比例為35至40％是阿拉伯基督徒，其餘為穆斯林。

## 含义

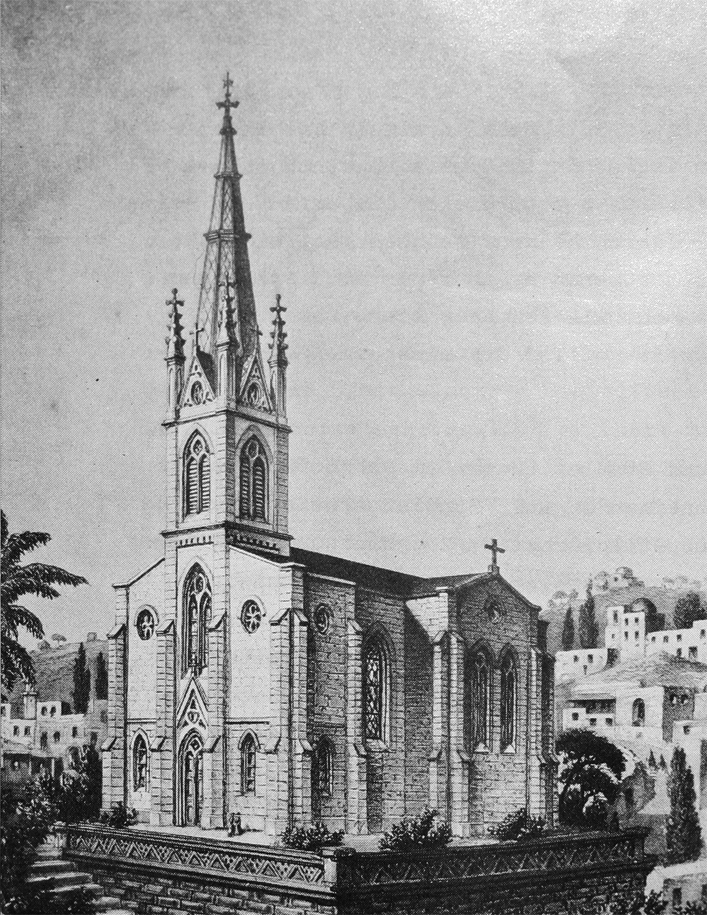
新教教堂由建筑师Ferdinand Stadler设计於19世纪

拿撒勒源自希伯來字“netzer”，意思是枝芽或苗。《以賽亞書》曾經以「枝子」來形容大衛家系的後代，在古代，許多大衛家族的不同分支居住在此地，這可能是此地名稱的由來。
這裡是耶稣基督的故乡，因此耶穌也有時被稱為「拿撒勒人耶穌」（Jesus of Nazareth）。福音书中描述他的父母圣母玛利亚和聖若瑟住在这里。在拿撒勒，天使加百利到玛利亚那里告诉她，她将因圣灵怀孕，所生的將會是救世主，耶稣降生以后就是在这里长大。
新约圣经时期拿撒勒尚是个不起眼的地方，人们打听耶稣时会问：“拿撒勒能出什么好东西？”。
中古時期猶太族與基督徒離開，城市一度沒落，直到近代的歐洲列強在這邊建設了各種建築，比如在耶穌故居和报信天使所在的地方有圣母领报堂，這主要是天主教徒的場所。

## 现代城市

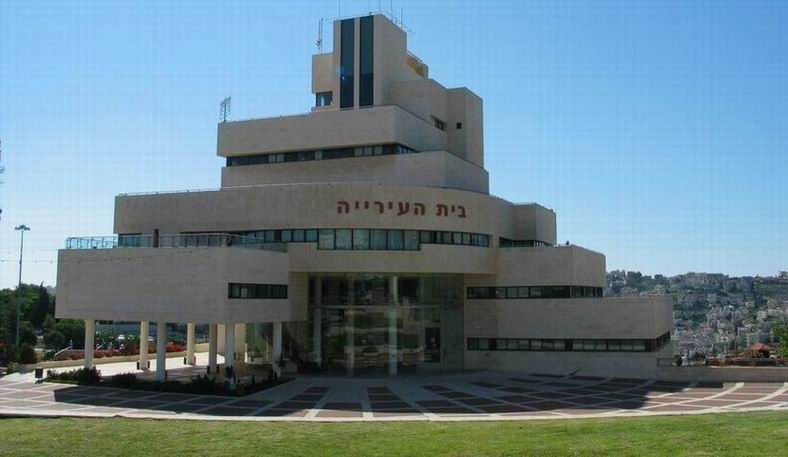
上拿撒勒的市政厅大樓

目前，拿撒勒是以色列境內最多阿拉伯人居住的城市。市长Menachem Ariav是勒沃库森的荣誉市民。拿撒勒和上拿撒勒是2个独立的城市，各有单獨的政府。

## 友好城市
- 奥地利克拉根福（Nazareth Illit）
- 德国勒沃库森（Nazareth Illit）
- 羅馬尼亞阿尔巴尤利亚（Nazareth Illit）
- 乌克兰切尔诺夫策（Nazareth Illit）
- 匈牙利杰尔（Nazareth Illit）
- 義大利佛罗伦萨
- 義大利羅雷托
- 塞爾維亞基金达（Nazareth Illit）
- 波蘭琴斯托霍瓦
- 法國圣艾蒂安（Nazareth Illit）
- 法國聖但尼
- 阿根廷圣米格尔-德图库曼（Nazareth Illit）